# خانه ابراهیم حق‌پرست‌وفاطمه‌زعفرانی
خانه ابراهیم حق‌پرست‌وفاطمه‌زعفرانی مربوط به دوره قاجار است و در شیراز، گودعربان، کوچه اسکندری، پلاک ۲۴ واقع شده و این اثر در تاریخ ۱۰ خرداد ۱۳۸۲ با شمارهٔ ثبت ۸۶۸۹ به‌عنوان یکی از آثار ملی ایران به ثبت رسیده است.